# Saint-Orens-Pouy-Petit
Saint-Orens-Pouy-Petit é uma comuna francesa na região administrativa de Occitânia, no departamento de Gers. Estende-se por uma área de 11,31 km². Em 2010 a comuna tinha 211 habitantes (densidade: 18,7 hab./km²).